# Piste de ski intérieure
Pour les articles homonymes, voir Piste de ski artificielle.
Ne doit pas être confondu avec Tunnel à ski.
Des pistes de ski intérieures existent dans plusieurs pays, prouvant qu'une climatisation constante (-2 à -6 °C) permet l'utilisation tout au long de l'année de pistes enneigées créés par canon à neige.
La première piste intérieure fut le Snowdome d'Adélaïde en Australie. Ouverte en 1987, elle a dû être fermée en 2005 à cause des coûts d'exploitation.
Le plus grand centre intérieur du monde sera le Snow Games de Lessines en Belgique.

## Pistes de ski intérieure par pays
- Allemagne
  - Bottrop[1]
  - Neuss[2]
  - Senftenberg[3]
- Belgique
  - Comines-Warneton[4]
  - Peer[5]
  - 's-Gravenwezel[6]
- Chine
  - Shanghai[7]
  - Harbin
- Danemark
  - Rødovre[8]
- Écosse
  - Braehead, Glasgow[9]
- Émirats arabes unis
  - Dubaï[10]
  - Dubaï[11]
- Espagne
  - Madrid[12]
- Égypte 
  - Ski Egypt
- France
  - Amnéville - Snow hall[13],[14]
- Japon

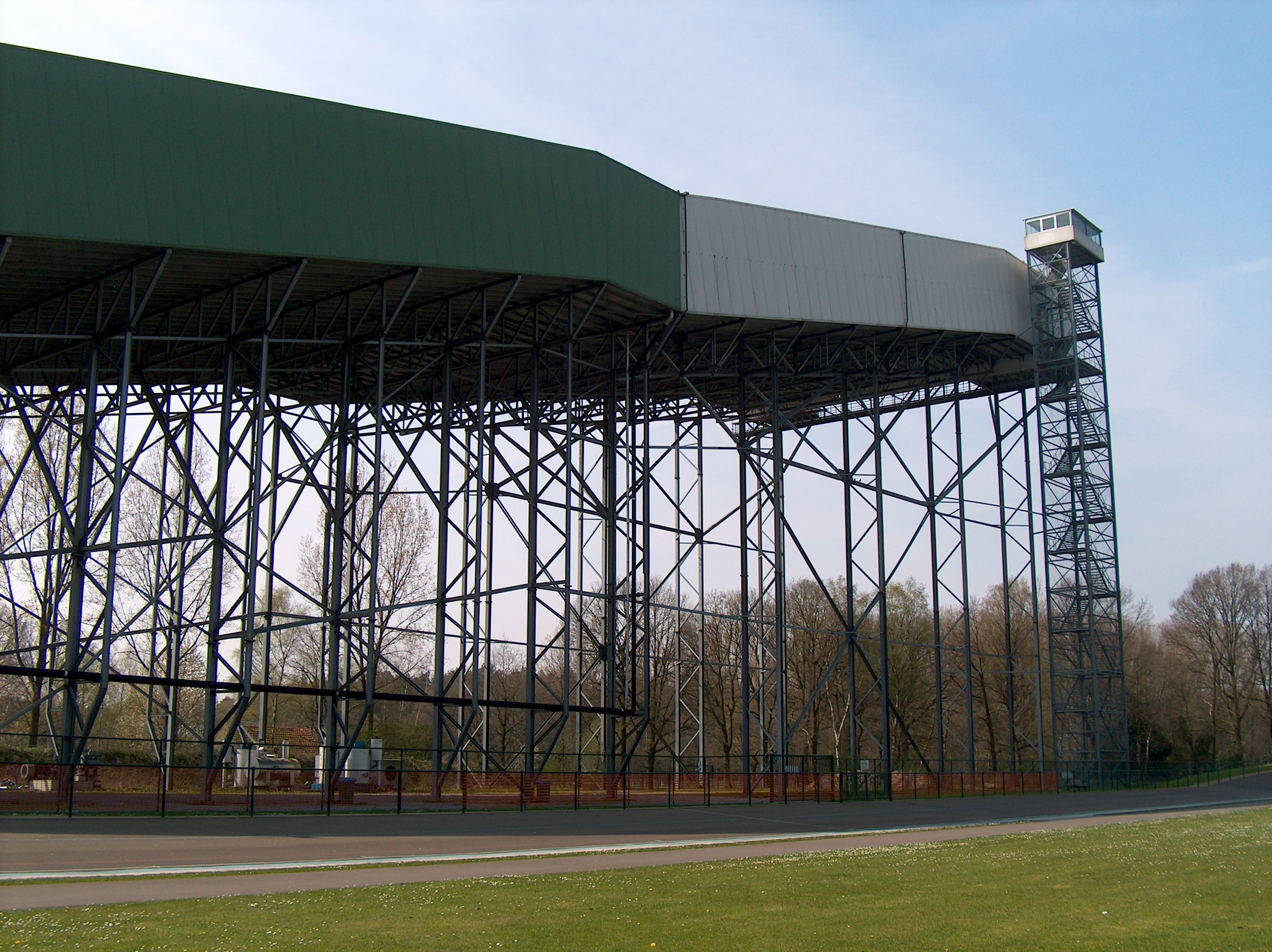
Vue extérieure de Snow Valley à Peer en Belgique

  - Piste de ski de Sayama, Tokorozawa[15]
- Nouvelle-Zélande
  - Auckland[16]
- Pays-Bas
  - La Haye[17]
  - Landgraaf[18]
  - Spaarnwoude[19]
  - Westerhoven[20]
  - Zoetermeer[18]
  - Terneuzen[21]
- Royaume-Uni
  - Castleford, Leeds[22]
  - Milton Keynes[23]
  - Tamworth[24]

### En construction
- Allemagne
  - Bispingen[25]
  - Wittenburg[26]
- Belgique
  - Lessines[27]
- Italie
  - Selvino[28]
- Royaume-Uni
  - Manchester[29]
- Chine
  - Guangzhou
  - Shanghai
  - Beijing
  - Harbin